# Setodes flagellatus
Setodes flagellatus är en nattsländeart som beskrevs av Gibbs 1973. Setodes flagellatus ingår i släktet Setodes och familjen långhornssländor. Inga underarter finns listade i Catalogue of Life.